# Gereformeerde kerk (Kopenhagen)

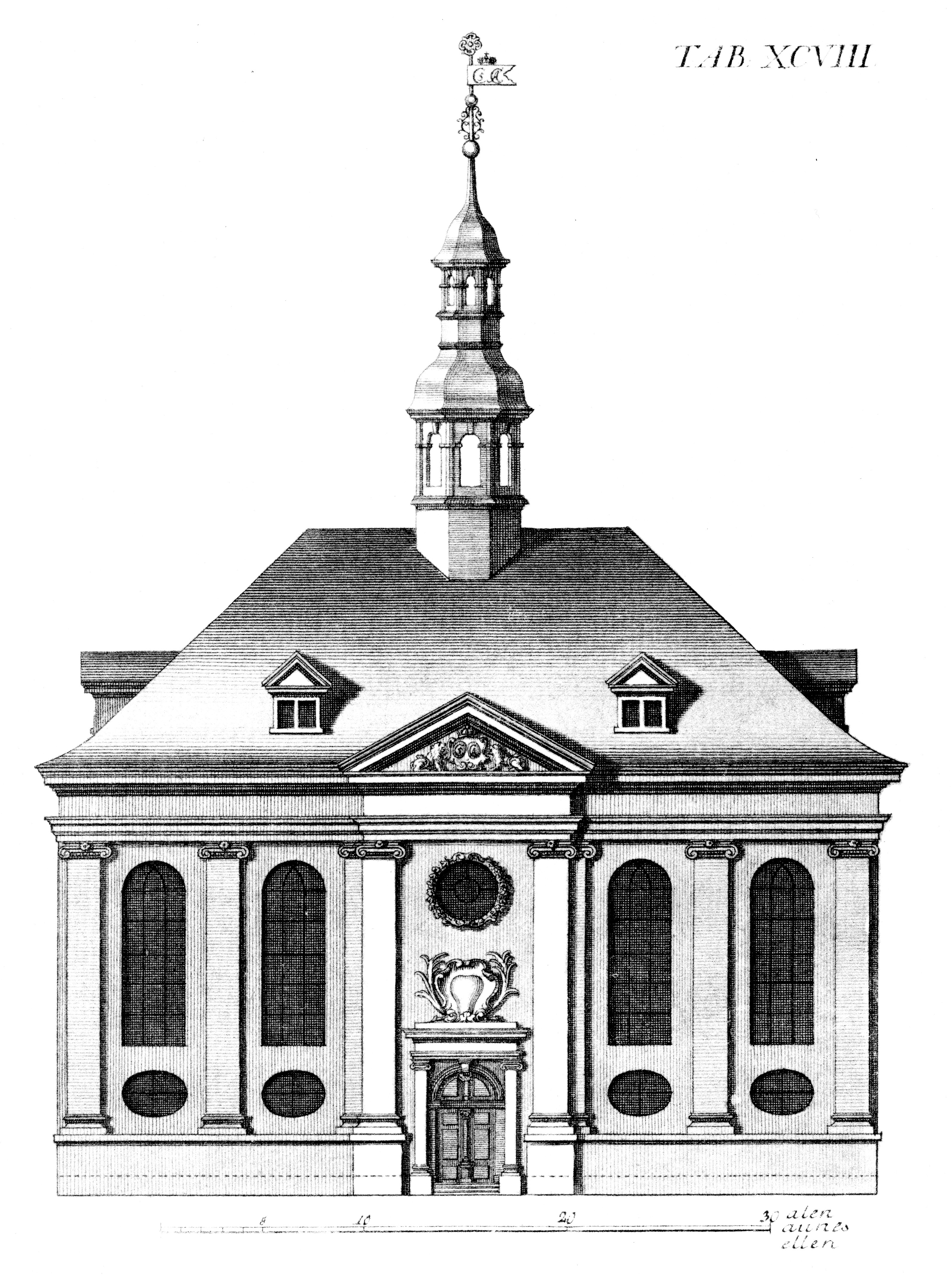
Tekening van de kerk uit 1748

De Gereformeerde kerk (Deens: Reformert Kirke) is een aan de Gothersgade gelegen kerkgebouw in het centrum van Kopenhagen. De kerk bevindt zich tegenover het slot Rosenborg en wordt gebruikt door verschillende gereformeerd-protestantse gemeenten in Kopenhagen. Het was koningin Charlotte Amalia die de bouw financierde. Zij was strikt opgevoed in het calvinistische geloof en bleef ook na haar huwelijk met de lutherse koning Christiaan V tegen de zin van de Deense Volkskerk het gereformeerde geloof belijden. De kerk heeft een fraai barok interieur dat dateert van na de grote stadsbrand van Kopenhagen in 1728.

## Geschiedenis
Voorafgaand aan haar huwelijk met koning Christian V van Denemarken in 1667, had Charlotte Amalia van Hessen-Kassel voor zichzelf en haar hofhouding bedongen dat zij na het huwelijk haar gereformeerde geloof vrij mocht blijven belijden. In 1685 gaf de koning, aangemoedigd door zijn gemalin, toestemming voor het vormen van een calvinistische gemeente, waarbij zich Duitse, Nederlandse en Franse immigranten (vaak vluchtelingen, kooplieden en ambachtslieden) aansloten. Na enkele jaren werd de parochie opgedeeld in een Duitse Reformierte Kirche en een Franse Église reformée.
Dankzij Charlotte Amalia werd de kerk op een prominente locatie tegenover Rosenborg gebouwd. De architect van de kerk was Hendrick Brokhamm, een Nederlandse beeldhouwer die kort daarvoor in Denemarken was aangekomen. Later ging hij samenwerken met de Noorse architect Lambert van Haven, bijvoorbeeld aan het hoofdportaal van de Verlosserkerk te Kopenhagen.
Op 20 april 1688 legde de koningin de eerste steen voor het gebouw, dat op 10 november 1689 in gebruik werd genomen. De Duitse en Franse gemeenten bleven gezamenlijk gebruikmaken van het kerkgebouw. Het complex omvatte ook een pastorie met behuizing voor vier predikanten, een school en voorzag eveneens in de opvang van ouderen en wezen.
Tijdens de grote stadsbrand in 1728 raakte het kerkgebouw zwaar beschadigd, maar het werd herbouwd. Het interieur werd bovendien verrijkt met werk van de beeldhouwer Friederich Ehbisch.
In de jaren 1880 werd de kerk gerenoveerd en werd er een gebouw voor activiteiten van de kerkgemeente toegevoegd.

## Architectuur en interieur
De kerk werd gebouwd van rode baksteen in de stijl van de Nederlandse barok. De gevel is verdeeld door ionische pilasters en heeft een licht naar voren springende risaliet. Boven de ingang bevindt zich een cartouche met het monogram van het koningspaar en een inscriptie uit het boek Jesaja 2:3. Het schilddak met zwarte dakpannen draagt een 13,5 meter hoog torentje met twee lantaarns. Het werd in 1731 tijdens de herbouw na de brand toegevoegd.
De kerk is een typische calvinistische preekkerk waarbij de schitterende preekstoel een zeer centrale plaats inneemt. De loges in de kerk werden gereserveerd voor voorname families en later welvarende kooplieden onder de gemeenteleden.
Het huidige orgel werd in 1878 geïnstalleerd door de nog in datzelfde jaar overleden orgelbouwer Daniël Köhne. De orgelkas dateert uit 1724 en komt oorspronkelijk uit het oude kasteel van Kopenhagen, dat in 1731 werd gesloopt om plaats te maken voor de eerste Christiansborg. De orgelkas werd toen verplaatst naar de kerk.
In de kerk hing in 2014 een zeilschip, het kerkschip Willy Cloetta.

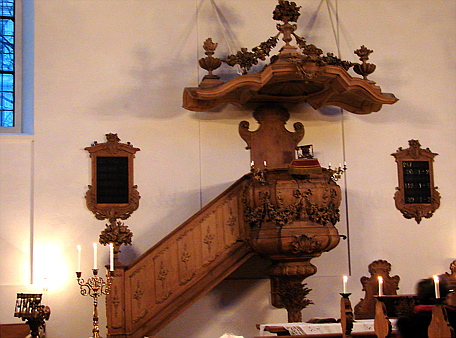
Preekstoel
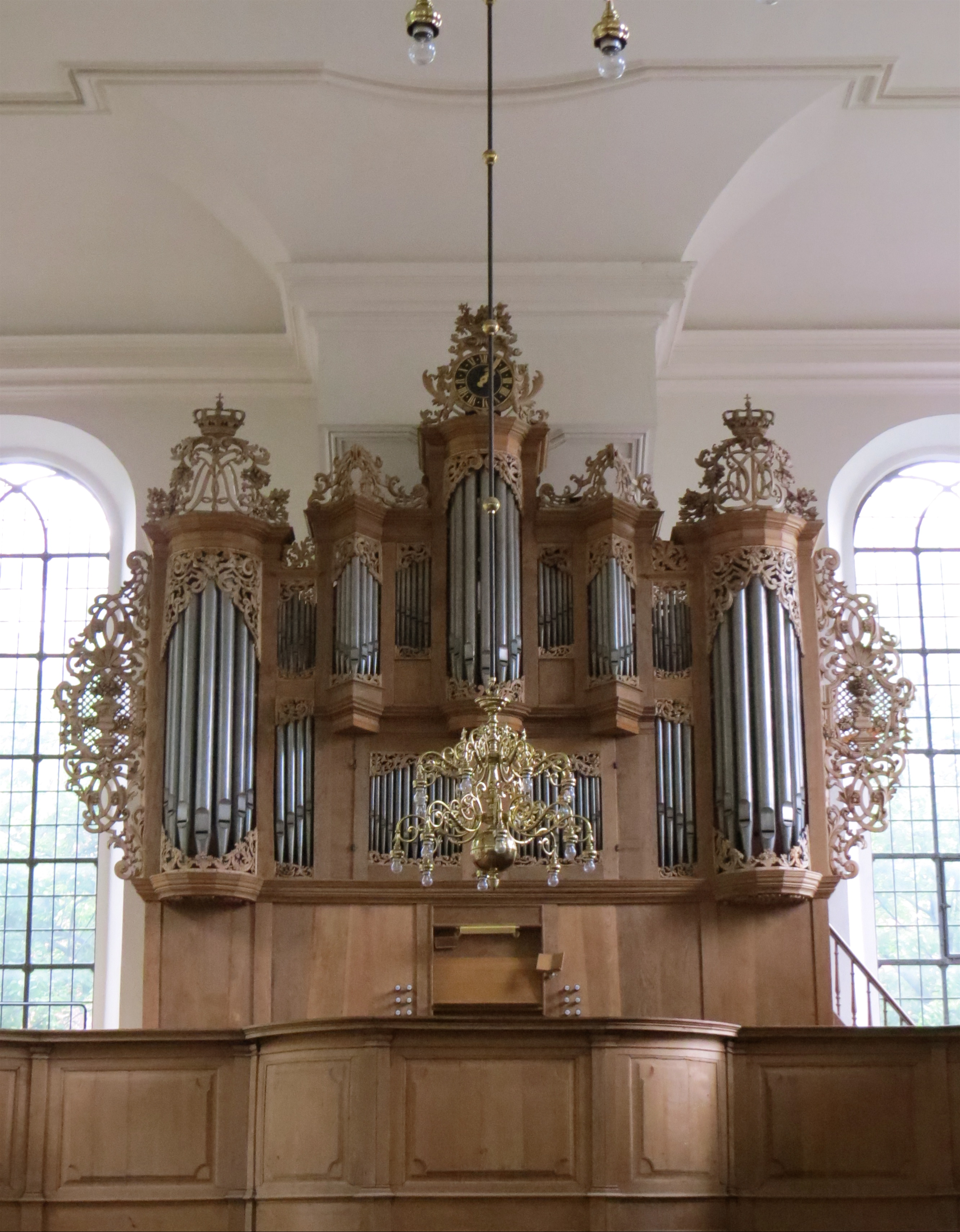
Orgel
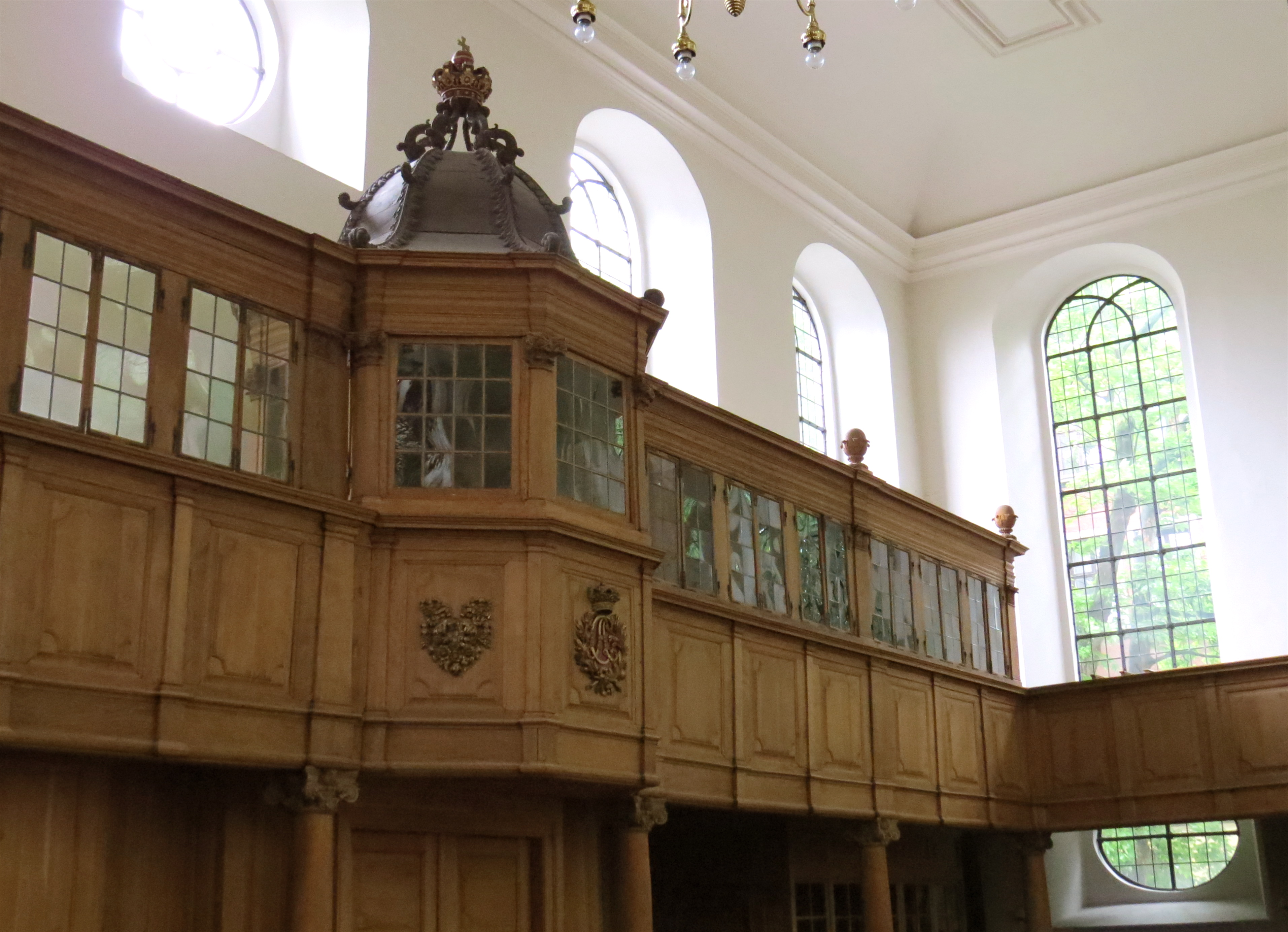
Loge van koningin Charlotte Amalia
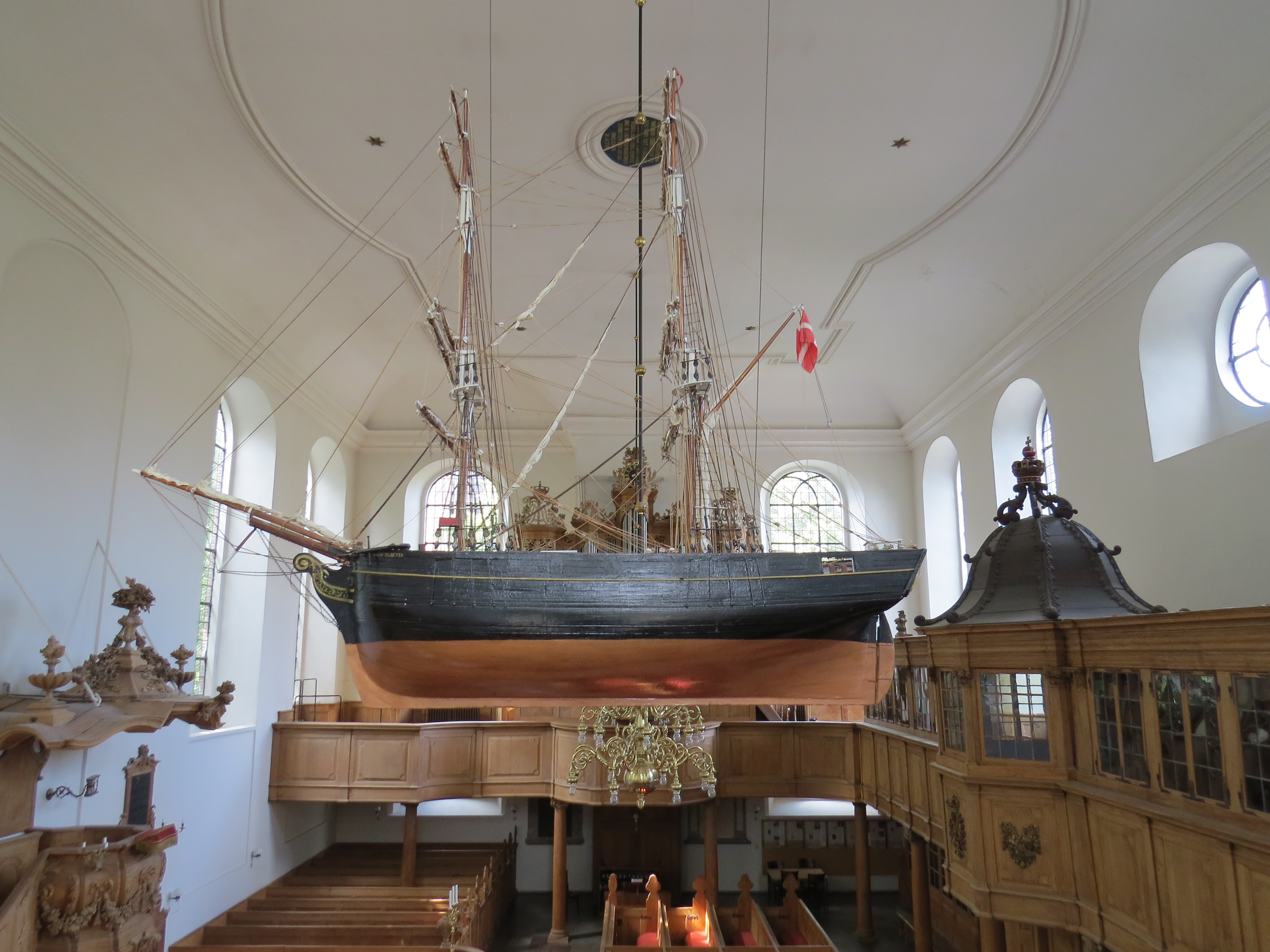
De brik Willy Cloetta in 2014
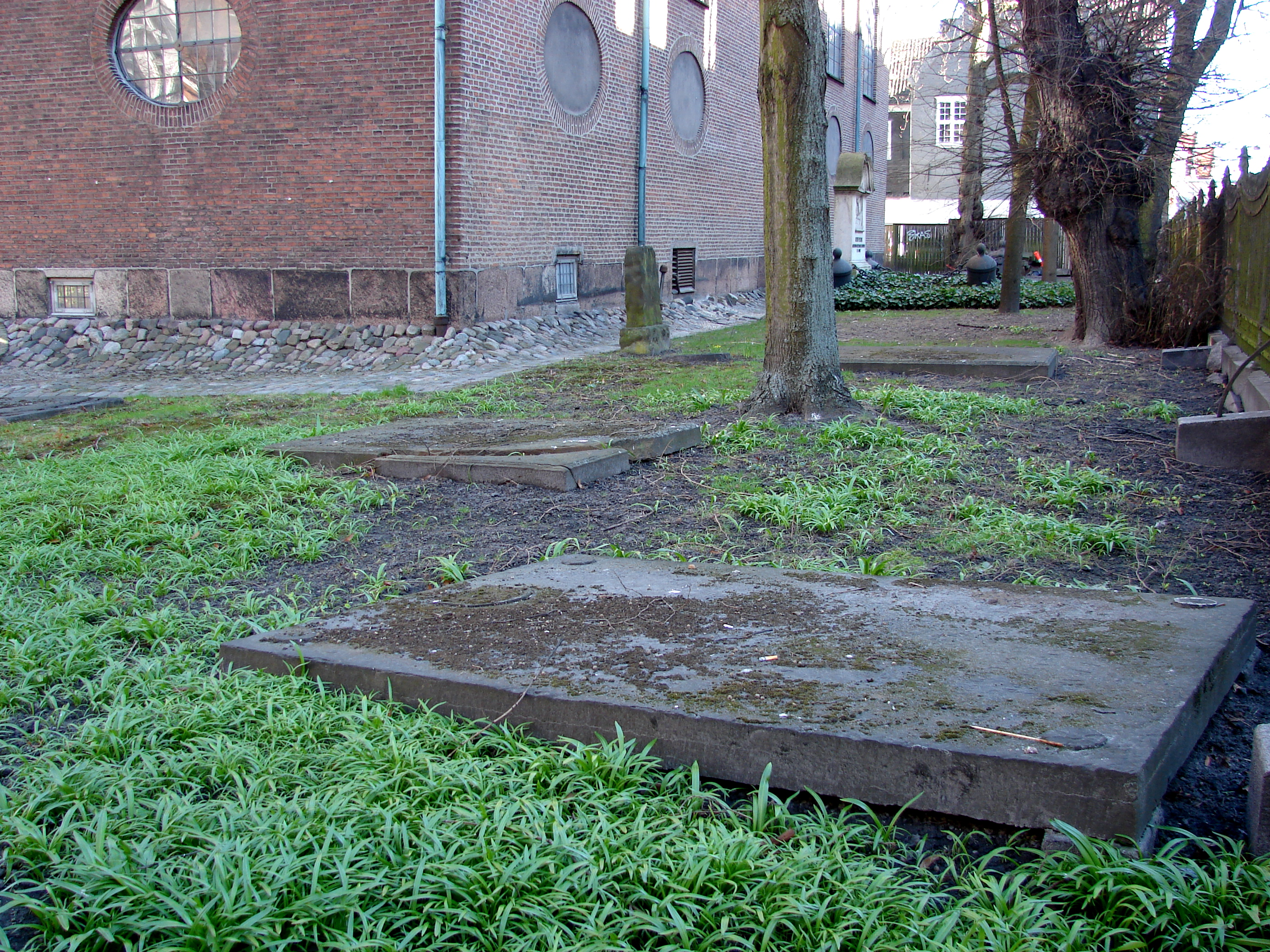
Kerkhof met achteraan het grafbeeld van Johan Olfert Fischer

## Huidig gebruik
De kerk wordt nog steeds door de Duitse en de Franse Gereformeerde Kerk gebruikt en sinds 1990 ook door een Koreaanse gemeente. Samen met een vierde gemeente in Frederica (Jutland) vormen zij de Gereformeerde Synode van Denemarken. De synode is lid van de Wereldbond van Hervormde en Gereformeerde Kerken.

## Kerkhof
Het kerkhof bij de kerk is niet meer in gebruik. De Duitse sectie aan de linkerkant van de ingang heeft geen graven meer, maar de Franse aan de rechterkant heeft er nog 18. Het gedeelde kerkhof achter de kerk heeft ook nog een aantal grafstenen, waaronder die van vice-admiraal Johan Olfert Fischer, zoon van Nederlandse immigranten en een van de Deense bevelhebbers tijdens de Slag bij Kopenhagen in 1801.